# Sertularella uruguayensis
Sertularella uruguayensis är en nässeldjursart som beskrevs av Mañon-Garzon och Milstein 1973. Sertularella uruguayensis ingår i släktet Sertularella och familjen Sertulariidae. Inga underarter finns listade i Catalogue of Life.